# River Phoenix
Pour les articles homonymes, voir Phoenix.
 (avril 2015).
Si vous disposez d'ouvrages ou d'articles de référence ou si vous connaissez des sites web de qualité traitant du thème abordé ici, merci de compléter l'article en donnant les références utiles à sa vérifiabilité et en les liant à la section « Notes et références ».
River Phoenix, de son vrai nom River Jude Bottom, est un acteur américain né le 23 août 1970 à Metolius près de Madras (Oregon) et mort le 31 octobre 1993 à Hollywood (Los Angeles, Californie) d'un arrêt cardiaque consécutif à une consommation excessive de drogues.
En 1989, il est nommé à l'Oscar du meilleur acteur dans un second rôle pour le drame À bout de course (1988). Pour sa performance dans My Own Private Idaho (1991), River a recueilli de nombreux éloges et remporté une Coupe Volpi à la Mostra de Venise, ainsi qu'une récompense du meilleur acteur de la part du National Society of Film Critics. Il a été cité par John Willis comme l'un des douze « acteurs les plus prometteurs de 1986 » et a été reconnu comme « très talentueux » par des critiques tels que Roger Ebert et Gene Siskel.
Son frère cadet Joaquin Phoenix (1974-) est lui aussi acteur, ainsi que ses sœurs Rain (1972-) et Summer (1978-).

## Biographie

### Enfance
Fils d'un charpentier californien, John Bottom, et d'une secrétaire new-yorkaise, Arlyn Dunetz, qui avaient choisi le mode de vie hippie, il naît le 23 août 1970 dans l'Oregon où ses parents participent à la récolte des feuilles de menthe. Il est nommé River par référence au « Fleuve de la Vie » du roman initiatique Siddhartha de Hermann Hesse. Il connaît une enfance très particulière : ses parents, membres de la secte des Enfants de Dieu, partent vers le Mexique puis Porto Rico pour s'établir finalement au Venezuela où ils mènent une vie parfois proche de la misère. C'est au Venezuela que River apprend la guitare. Avec sa sœur Rain dont il est de deux ans l'aîné, ils doivent contribuer aux ressources de la famille en chantant dans la rue. La famille s'agrandit ensuite avec la naissance de Joaquin Phoenix (1974), Liberty (1976) et Summer (1978).
Après avoir quitté la secte, toute la famille rentre aux États-Unis où elle prend le nom de Phoenix. De retour en Floride, à l'âge de dix ans, River se présente d'abord à de petits concours locaux de chant puis, avant de déménager en Californie où, sous l'impulsion de sa mère, il se présente à des castings pour la télévision. Il obtient le rôle de Guthrie McFadden dans la série Seven Brides for Seven Brothers (en) avec Richard Dean Anderson puis quelques rôles dans des téléfilms, en particulier Surviving (1985) où il donne la réplique à Ellen Burstyn, Paul Sorvino, et Heather O'Rourke, et Backwards: The Riddle of Dyslexia (en) où il joue aux côtés de son frère Joaquin.
Il apparaît également dans plusieurs séries : entre autres dans un épisode de Sacrée Famille (1985) avec Michael J. Fox ou bien encore dans le pilote de It's Your Move (1984) de Ron Leavitt et Michael G. Moye (en), (Married… with Children), notamment face à Jason Bateman et David Garrison.

### Carrière cinématographique
Il fait ses débuts au cinéma dans Explorers de Joe Dante où il tient à contre-emploi le rôle du petit génie scientifique alors que lui-même n'a pratiquement jamais connu l'école. Sa percée dans le monde du cinéma a lieu avec le personnage de Chris Chambers dans Stand by me de Rob Reiner, adaptée d'une œuvre de Stephen King, où sa composition naturelle du jeune adolescent issu d'une famille à problèmes le fait remarquer. Puis dans The Mosquito Coast, de Peter Weir d'après Paul Theroux, il joue le rôle du fils adolescent d'un père idéaliste et abusif joué par Harrison Ford. Il rencontre sur le tournage sa première petite amie, l'actrice Martha Plimpton.
Après deux rôles de moindre importance, il joue dans À bout de course (Running on Empty) de Sidney Lumet. Sa prestation lui vaut une nomination aux Oscars comme meilleur second rôle, faisant de lui, alors âgé de 18 ans, l'un des plus jeunes nommés dans cette catégorie.
En 1989, il incarne le jeune Indy dans Indiana Jones et la Dernière Croisade où sont présentés en quelques images tous les traits qui caractériseront Indiana adulte (entre autres, sa passion pour l'archéologie, sa cicatrice au menton et sa phobie des serpents). Il rencontre Keanu Reeves l'année suivante lors du tournage de la comédie Je t'aime à te tuer (I Love You to Death). Il joue ensuite sous la direction de Gus Van Sant en 1991 dans My Own Private Idaho, avec le personnage de Mike Waters, jeune prostitué narcoleptique. La scène où, près d'un feu de camp, il déclare son amour au personnage joué par Keanu Reeves a été improvisée par les deux acteurs.
Alors qu'il est pressenti pour incarner Arthur Rimbaud dans une adaptation cinématographique de la vie du poète, sa mort fait échoir le rôle à Leonardo DiCaprio (Rimbaud Verlaine, 1995). Le film Entretien avec un vampire de Neil Jordan lui est dédié. Christian Slater reprend le rôle du journaliste que devait interpréter River Phoenix et donne son cachet à la famille de River Phoenix.
Son film Dark Blood de George Sluizer et avec Jonathan Pryce et Judy Davis est diffusé en avant première lors du 32e Festival du cinéma néerlandais, le 27 septembre 2012. Le film est en sélection officielle, hors compétition lors du 63e Festival de Berlin en février 2013.

### Activités musicales
Installé à Gainesville en Floride, il conduit parallèlement à son métier d'acteur une activité musicale intense, ayant fondé avec sa sœur Rain, un groupe de rock nommé Aleka's Attic qui fera quelques tournées dans l'est des États-Unis. Auteur de nombreuses chansons, son amour de la musique le mettra en contact avec des musiciens célèbres qui deviendront ses amis, parmi lesquels John Frusciante (avec qui il a d'ailleurs fait un duo, Height Down, qui figure sur le deuxième album solo de John Frusciante, Smile From The Streets You Hold, sorti quatre ans après la mort de River), Flea (Michael Balzary) des Red Hot Chili Peppers et Michael Stipe du groupe R.E.M..

### Mort
Dans la nuit du 30 au 31 octobre 1993, River Phoenix se trouve avec ses amis dans la boîte de nuit The Viper Room, qui vient d'ouvrir et dont Johnny Depp est le copropriétaire (jusqu'en 2004). Ils sont venus voir jouer certains de leurs amis musiciens, notamment Flea, le bassiste des Red Hot Chili Peppers. Au cours de la soirée, River prend des drogues dans les toilettes avec des amis et des revendeurs. Quelqu'un lui offre du Valium couplé à des méthamphétamines. Johnny Depp et Flea jouent sur scène lorsqu'ils voient River quitter les lieux en titubant. Les deux musiciens sautent de scène pour le suivre. Une fois à l'extérieur et entouré de sa sœur Rain, de son frère Joaquin et de sa petite amie Samantha Mathis, River s'effondre sur le trottoir, il est pris de convulsions.
Accompagné de Flea, River est transporté d'urgence en arrêt cardiaque au centre médical Cedars-Sinai où il est déclaré officiellement mort à 1 h 51, soit dix-sept minutes après son arrivée, à l'âge de 23 ans. Selon le rapport du médecin légiste publié le 12 novembre, il est mort par arrêt cardiaque à la suite d'une overdose de plusieurs drogues. Keanu Reeves, son meilleur ami, apprend sa mort pendant le tournage du film Speed.
River a été incinéré à Gainesville en Floride au Milam Funeral Home puis ses cendres ont été dispersées. De nombreux hommages lui sont rendus non seulement aux États-Unis mais aussi dans de nombreux pays où la jeunesse s'était identifiée à lui. Flea a composé pour lui une power ballad, Transcending sur l'album One Hot Minute (1995) des Red Hot Chili Peppers. Hugh Cornwell lui a lui aussi consacré une chanson sur son album Hooverdam (2008), Rain on the River, rappelant le prénom de la sœur de River, Rain. E-Bow the Letter, titre de R.E.M chanté avec Patti Smith, sera également composé pour lui rendre hommage. Brad Pitt, Tom Cruise et Thandiwe Newton lui rendent également hommage lors de la première du film Entretien avec un vampire en novembre 1994, film dédié à sa mémoire.

## Filmographie

### En tant qu'acteur

#### Télévision

##### Séries télévisées
- 1982-1983 : Seven Brides for Seven Brothers (en) : Guthrie McFadden (22 épisodes)
- 1984 : ABC Afterschool Special de Guy Fraumeni : Brian Ellsworth (saison 12, épisode 6)
- 1984 : It's your move de Jim Drake : Brian (saison 1, épisode 1)
- 1984 : Hôtel d'Aaron Spelling : Kevin (saison 2, épisode 4)
- 1985 : Sacrée Famille de Gary David Goldberg : Eugene Forbes (saison 4, épisode 7)

##### Téléfilms
- 1984 : Celebrity de Paul Wendkos : Jeffie Crawford
- 1985 : Robert Kennedy and His Times de Walon Green et Arthur Schlesinger Jr. : Robert Kennedy Junior (3e partie)
- 1985 : Surviving de Waris Hussein : Philip Brogan
- 1986 : Circle of Violence - A Family Drama de David Greene : Chris Benfield

#### Cinéma
- 1985 : Explorers de Joe Dante : Wolfgang Müller
- 1986 : Stand by me de Rob Reiner : Chris Chambers
- 1986 : Mosquito Coast de Peter Weir : Charlie Fox
- 1988 : Jimmy Reardon de William Richert : Jimmy Reardon
- 1988 : Little Nikita de Richard Benjamin : Jeff Grant
- 1988 : À bout de course (Running on Empty) de Sidney Lumet : Danny Pope / Michael Manfield
- 1989 : Indiana Jones et la Dernière Croisade (Indiana Jones and the Last Crusade) de Steven Spielberg : Indiana Jones jeune
- 1990 : Je t'aime à te tuer (I Love You to Death) de Lawrence Kasdan : Devo Nod
- 1991 : My Own Private Idaho de Gus Van Sant : Mike Waters
- 1991 : Dogfight (L'amour n'est pas un jeu) de Nancy Savoca : Eddie Birdlace
- 1992 : Les Experts (Sneakers) de Phil Alden Robinson : Carl Arbogast
- 1993 : Nashville Blues (The Thing Called Love) de Peter Bogdanovich : James Wright
- 1994 : Le Gardien des Esprits (Silent Tongue) de Sam Shepard : Talbot Roe
- 2013 : Dark Blood de George Sluizer : Boy (film tourné en 1993)

### En tant que compositeur
- 1993 : Nashville Blues (chanson Lone Star State of Mine)

## Distinctions

### Récompenses
- Young Artist Awards 1984 : meilleur jeune acteur dans une série dramatique pour Seven Brides for Seven Brothers (en)
- Young Artist Awards 1986 : meilleure performance pour un jeune acteur pour Explorers et meilleure performance pour un jeune acteur dans un téléfilm pour Surviving
- Young Artist Awards 1987 : Lauréat du Prix Jackie Coogan de la meilleure distribution pour Stand by me - Compte sur moi partagé avec Wil Wheaton, Corey Feldman et Jerry O'Connell.
- Young Artist Awards 1988 : meilleure jeune superstar masculine pour Mosquito Coast
- National Board of Review Awards 1988 : Meilleur acteur dans un second rôle pour À bout de course
- Mostra de Venise 1991 : Coupe Volpi de la meilleure interprétation masculine pour My Own Private Idaho
- Film Independent Spirit Awards 1992 : meilleur acteur principal pour My Own Private Idaho
- National Society of Film Critics Awards 1992 : meilleur acteur pour My Own Private Idaho

### Nominations
- Young Artist Awards 1983 : meilleur jeune acteur dans une nouvelle série télévisée dramatique pour Seven Brides for Seven Brothers (en)
- Young Artist Awards 1985 : meilleur jeune acteur dans une série familiale pour ABC Afterschool Specials partagé avec Joaquin Phoenix
- Golden Globes 1989 : Meilleur acteur dans un second rôle pour À bout de course
- Oscars 1989 : Meilleur acteur dans un second rôle À bout de course
- New York Film Critics Circle Awards 1991 : Meilleur acteur pour My Own Private Idaho

## Voix françaises
| - Mathias Kozlowski dans : - Stand by Me - Indiana Jones et la Dernière Croisade - Alexandre Gillet dans : - Dogfight - Les Experts | Et aussi - Rodolphe Schacher dans Explorers - Thierry Ragueneau dans Mosquito Coast - Bernard Gabay dans À bout de course - William Coryn dans Je t'aime à te tuer - Emmanuel Curtil dans My Own Private Idaho - Mark Lesser dans Nashville Blues |